# Vizcondado de Millau
El vizcondado de Millau fue una jurisdicción feudal de Occitania que abarcaba la región de Millau o Milhau, con cabecera en una localidad llamada también Millau, a medio camino entre Albi y Mende, la capital del condado de Gavaldá.

## Historia
El primer señor de Millau fue Ricard hacia el 900. Le sucedió hacia el 914 su hijo Bernat que murió después del 937 y se casó con Adelaida. Gobernó también en el Carlat o Carladès y los dos territorios con el título de vizconde. El vizcondado de Millau pasó a su hijo Berenguer que todavía estaba vivo en el año 1000. Su hijo y sucesor fue Ricardo I, casado con Senegunda de Besiers y Agde (hermana pequeña de Garsenda, la heredera de los vizcondados) con quien va tener a Ricardo II que fue vizconde de Millau y vizconde de Gavaldà (1029) por herencia de su tío Esteban. Se casó con Rixinda de Lodeva, hija del vizconde Berenguer I de Narbona y murió en 1050 sucediéndole su hijo Berenguer II, que por su matrimonio con Adela, heredera del vizcondado de Carlat y del vizcondado de Lodeva, adjuntó éstos territorios en su patrimonio. 
Su hijo y sucesor fue Gilbert que se casó con la condesa Gerberga de Provenza. Este matrimonio no dejó hijos varones y la sucesión recayó en la hija Dulce de Provenza, que se casó con Ramón Berenguer III de Barcelona y desde ese momento quedó unido a Provenza junto al ahora Condado de Gavaldà y parte del Carlat (el vizcondado de Lodeva quedó unido a la otra mitad del de Carlat en manos de los vizcondes de Rodés). 
A principios del siglo XIII cayó en manos de los cruzados de Simón IV de Montfort y ya no pudo recuperarse de sus manos. En 1226 Amalric de Montfort cedió el vizcondado a la corona francesa. En 1229, en los términos del acuerdo con el conde de Tolosa Ramon, el vizcondado le fue conferido en feudo, pero a la muerte del conde su hija Juana estaba casada con el futuro rey de Francia y el rey de Aragón y conde de Barcelona Jaime I renunció al vizcondado en el Tratado de Corbeil del 16 de julio de 1258 que pasó a formar parte del reino de Francia.